# Husův dům (Hradec Králové)
Husův dům je modernistická budova nacházející se na Kavčím plácku v Hradci Králové.

## Historie

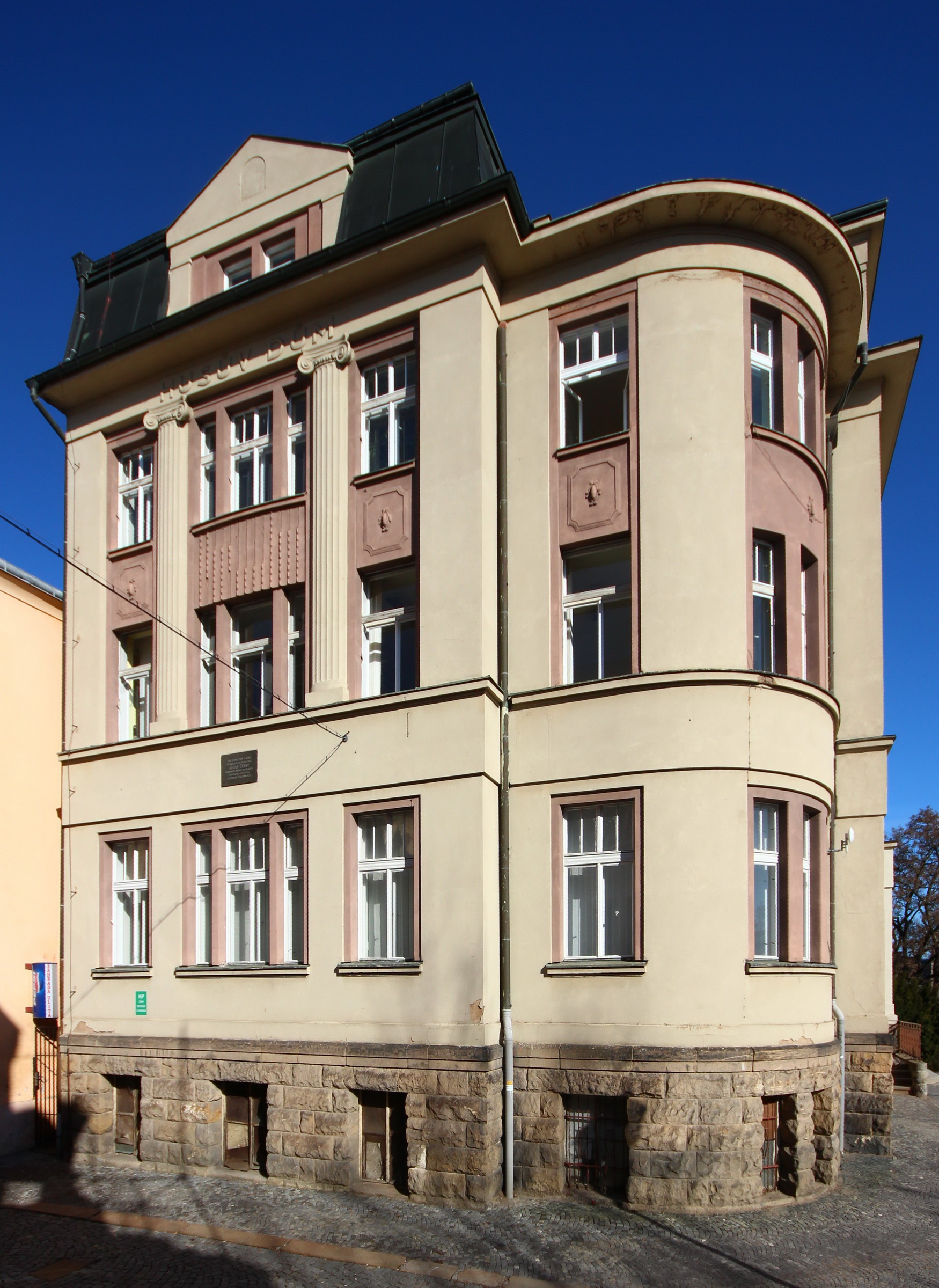
Husův dům z jihu

### Původní dům
Roku 1623 opouští Hradec Králové většina husitských duchovních. V roce 1781 se k povoleným evangelickým vyznáním nepřihlásil v Hradci Králové nikdo a zbytky evangelíků se shromáždily v Černilově a Klášteře nad Dědinou.
Původní dům je poprvé uváděn v indikační skice roku 1620. Prvním známým vlastníkem domu byl v roce 1790 Karel Bernášek a roku 1806 truhlář František Lhota. Po úmrtí Lhoty v roce 1853 se dům stává majetkem jeho vdovy, která se vdává za varhanáře Bedřicha Anderse. Roku 1864 se v prvním patře tohoto domu narodil básník a spisovatel Adolf Černý. Bedřich Anders zřídil v domě restauraci a lázně, na zahradě zas nechal vybudovat dřevěnou arénu, kde se hrálo divadlo. První představení bylo odehráno 21. srpna 1881, kdy ochotníci hráli veselohru „Z komické opery“ a Peškovu frašku „Sedmdesát krejcarů pana Čvančary“. Následujícího roku převzala arénu do vlastnictví Ochotnická jednota Klicpera.

### Husův dům
Roku 1883 je dům prodán evangelické církvi augšpurského vyznání v Černilově, jejímž farářem je Karel Edvard Lány. Ten budovu přestavuje podle projektu Viktora Weinhengsta ve studentský penzionát, tzv. Lutherův ústav. Již v září téhož roku pak přijímá první chovance a 11. listopadu se konají první veřejné evangelické bohoslužby. V letech 1911 a 1912 je v budově ubytováno až 40 chovanců.
V letech 1913 až 1914 je dům přestavěn podle návrhu architekta Václava Rejchla, přičemž původní stavba je téměř celá zbořena. V roce 1915, v souvislosti s výročím úmrtí Jana Husa, je dům přejmenován na Husův dům. Na místě zrušené zahrady byla vystavěna kaple, dnes Rokytova výstavní síň. Farní sbor v Hradci Králové byl prohlášen samostatným 14. června 1920. V období protektorátu byl dům zabaven a byl přestavěn pro potřeby nacistické mládežnické organizace Hitlerjugend. Dům byl slavnostně otevřen 1. září 1940.
Po druhé světové válce se dům krátce navrátil do rukou farního sboru. Budovu spravovalo Kuratorium Husova sboru v Hradci Králové, avšak později byla znárodněna a majitelem se stal Okresní podnik služeb. V roce 1961 byla v budově založena učňovská škola, družstvo Vkus a kanceláře Agroprojektu. Později celou budovu využívalo Střední odborné učiliště místního hospodářství. V roce 1987 se dům stal kulturní památkou. Po sametové revoluci se dům opět dostal do rukou evangelické církve a v letech 1996 až 2006 zde působila tzv. Evangelická akademie.

## Popis

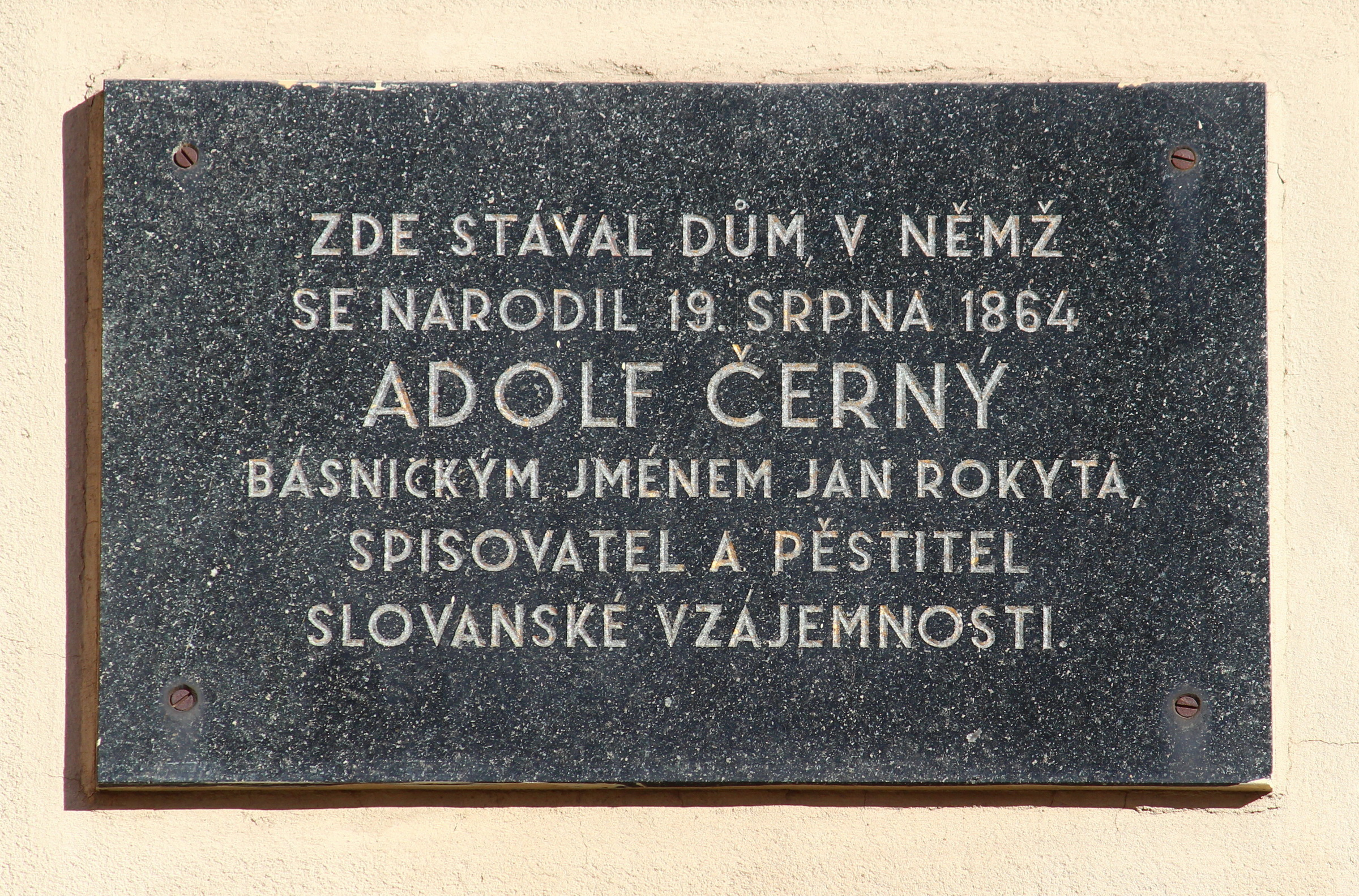
Pamětní deska Jana Rokyty

Dům je přestavěn v duchu individualistické moderny. Má kubickou třípodlažní hmotu na nepravidelném půdorysu se zaobleným rohem a terasou nad svahem. První a druhé podlaží je výrazně členěno dvěma středními čtvrtsloupy ve vysokém řádu s iónskými hlavicemi a výraznou kanelurou. Nad okny druhého patra nalezneme plochý vlys, uprostřed s plastickým nápisem „HUSŮV SBOR“.
Na domě se nachází pamětní deska z tmavě leštěné žuly se zlatým nápisem, odkazující na narození Adolfa Černého (básnickým jménem Jan Rokyta).
Další zajímavou částí domu je věžička v severozápadním rohu střechy z roku 1914. Věž je koncipována do tvaru pravidelného kříže. Střechu věže tvoří spodní tambur s náběhy, kopíruje půdorysné členění věže, kde v hlavních osách před líc předstupují mělké rizality s přímým čelem a naopak zapuštěné části jsou segmentově prohnuté.